# 金䱵
金䱵（学名：Cirrhitichthys aureus）又稱金色鷹斑鯛，俗名深水格，为輻鰭魚綱鱸形目鱸亞目䱵科的其中一種，部分分類法將其歸屬於日鱸目䱵科。

## 分布
本魚分布于印度西太平洋區，包括印度、日本、中國、台灣、韓國、香港、泰國、越南、印尼等海域。该物种的模式产地在日本长崎。

## 深度
水深3至20公尺。

## 特徵
本魚頭及體側顏色為橘黃相間，有時偏黃或偏橘色。體被圓鱗，背鰭鰭棘部與鰭條相連，鰭棘強大除第一、二鰭棘較短外，其餘皆約等長，各鰭棘間膜有深缺刻，末端則有黃色小穗狀分枝。第一鰭條延長成絲狀 ，尾鰭略凹入，胸鰭下半部鰭條肉質肥厚而不分枝，較上半部鰭條長，背鰭硬棘10枚，背鰭軟條12枚，臀鰭硬棘3枚，臀鰭軟條數6枚，體長可達14公分。

## 生態
本魚棲息在珊瑚礁或岩礁區，常停留在礁石上，通常獨居，以一游一動的方式移動，屬肉食性，以甲殼類和小魚為食。

## 經濟利用
為觀賞性魚類，較少被食用。